# Tipula factiosa
Tipula factiosa är en tvåvingeart som beskrevs av Alexander 1940. Tipula factiosa ingår i släktet Tipula och familjen storharkrankar. Inga underarter finns listade i Catalogue of Life.